# Process Quality Management
Process Quality Management (PQM) is een managementtheorie die zich richt op kwaliteitsverbetering van bedrijfsprocesen.
Process Quality Management (PQM) bestaat uit de volgende stappen:
1. Identificatie van Kritieke succesfactoren
2. Definieer de bedrijfsprocessen
3. Bepaal belang van de processen voor de KSF’en
4. Beoordeel de uitvoeringskwaliteit van de processen
5. Stel vast welke processen ‘kritisch’ zijn
6. Beoordeel de kwaliteit van de bestaande informatiesystemen in de bedrijfsprocessen
7. Selecteer processen voor verbetering van de informatievoorziening
8. Wijs de uitwerking van verbeteringsvoorstellen toe aan managers.

Toelichting: De PQM-aanpak vindt bij voorkeur plaats tijdens een werkconferentie van het managementteam. De Kritieke succesfactoren zijn te ontlenen aan de bedrijfsplannen of aan gesprekken met het managementteam.
Kritische succesfactoren zijn de zaken die gedaan moeten worden wil de onderneming succes kunnen boeken. Het zijn de dingen die men per se goed moet doen om de doelen te bereiken. Het gaat daarbij om een beperkt aantal factoren. Bij voorkeur zijn kritische succesfactoren gekwantificeerd.
Vaststellen welke processen ‘kritisch’ zijn: De processen kunnen ingedeeld worden in klassen: doe waarvoor verbeteringen dringend gewenst zijn voor het succes, een groep die nog geen speciale aandacht nodig heeft en een groep twijfelgevallen.